# Entraîneur de basket-ball

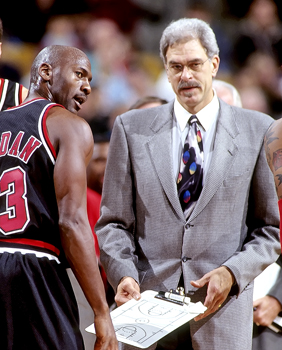
L'Américain Phil Jackson, 11 fois champion NBA, donne ses instructions à Michael Jordan.

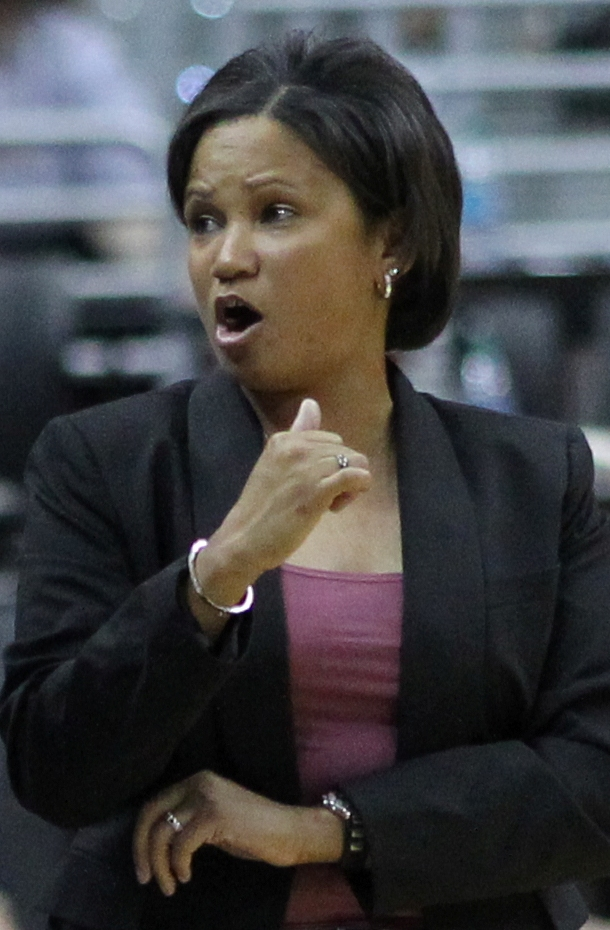
L'Américaine Pokey Chatman, triple vainqueure de l'Euroligue.

 (signalé en juillet 2025).
Si vous disposez d'ouvrages ou d'articles de référence ou si vous connaissez des sites web de qualité traitant du thème abordé ici, merci de compléter l'article en donnant les références utiles à sa vérifiabilité et en les liant à la section « Notes et références ».
- Archive Wikiwix
- Bing
- Cairn
- DuckDuckGo
- E. Universalis
- Gallica
- Google
- G. Books
- G. News
- G. Scholar
- Persée
- Qwant
- (zh) Baidu
- (ru) Yandex
- (wd) trouver des œuvres sur Wikidata

L'entraineur de basket-ball est la personne chargée de diriger les joueurs d'une rencontre de basket-ball et leurs entrainements. 

## Durant le jeu
Lors de la rencontre, l'entraineur désigne les joueurs qui débutent la rencontre et ordonne les remplacements.
Il indique la stratégie de jeu, notamment lors des temps morts qu'il demande pour rassembler son équipe sur le banc de touche. 

## Récompenses
- Entraîneur WNBA de l'année
- NBA Coach of the Year